# Tantilla nigriceps
Tantilla nigriceps este o specie de șerpi din genul Tantilla, familia Colubridae, descrisă de Kennicott 1860. A fost clasificată de IUCN ca specie cu risc scăzut.

## Subspecii
Această specie cuprinde următoarele subspecii:
- T. n. nigriceps
- T. n. fumiceps